# Szürke gyűrűstinóru
A szürke gyűrűstinóru (Suillus viscidus) a gyűrűstinórufélék családjába tartozó, Európában honos, vörösfenyő alatt élő, ehető gombafaj. 

## Megjelenése
A szürke gyűrűstinóru kalapja 5-10 cm, fiatalon félgömb alakú, majd széles domborúan, idősen majdnem laposan kiterül. Széle begöngyölt és cafrangos. Felszíne nyálkás, kissé sugarasan ráncos. Színe fiatalon fehéres, később sárgás okkeresre, okkeres szürkévé sötétedik.
Húsa puha, vizenyős; színe szürkés, sérülésre halvány zöldeskékre színeződhet, főleg a termőréteg felett. Szaga nem jellegzetes, íze kissé savanykás.
Tönkhöz nőtt, vastag termőrétege csöves, a pórusok tágak, oválisak. Színe eleinte fehéres, később halványszürke, idősen barnásszürke. A termőtéreget fiatalon hamar felszakadó részleges fátyol védi. 
Tönkje 5-10 cm magas és 1,5-3 cm vastag. Alakja nagyjából egyenletesen vastag hengeres. Színe szürke vagy szürkéssárga. Felszíne nyálkás, a kalap alatt múlékony fehér, hártyás gallérral; efölött barnásan vagy szürkésen szemcsézett.
Spórapora agyagbarna. Spórája megnyúlt ellipszis vagy majdnem orsó alakú, sima, mérete 8-14 x 4-5 μm.

### Hasonló fajok
A szintén vörösfenyő alatt található sárga gyűrűstinóruval és csövestönkű fenyőtinóruval lehet összetéveszteni. 

## Elterjedése és termőhelye
Európában honos.  
Hegyvidéki fenyvesekben él, kizárólag vörösfenyő alatt. Nyártól késő őszig terem.

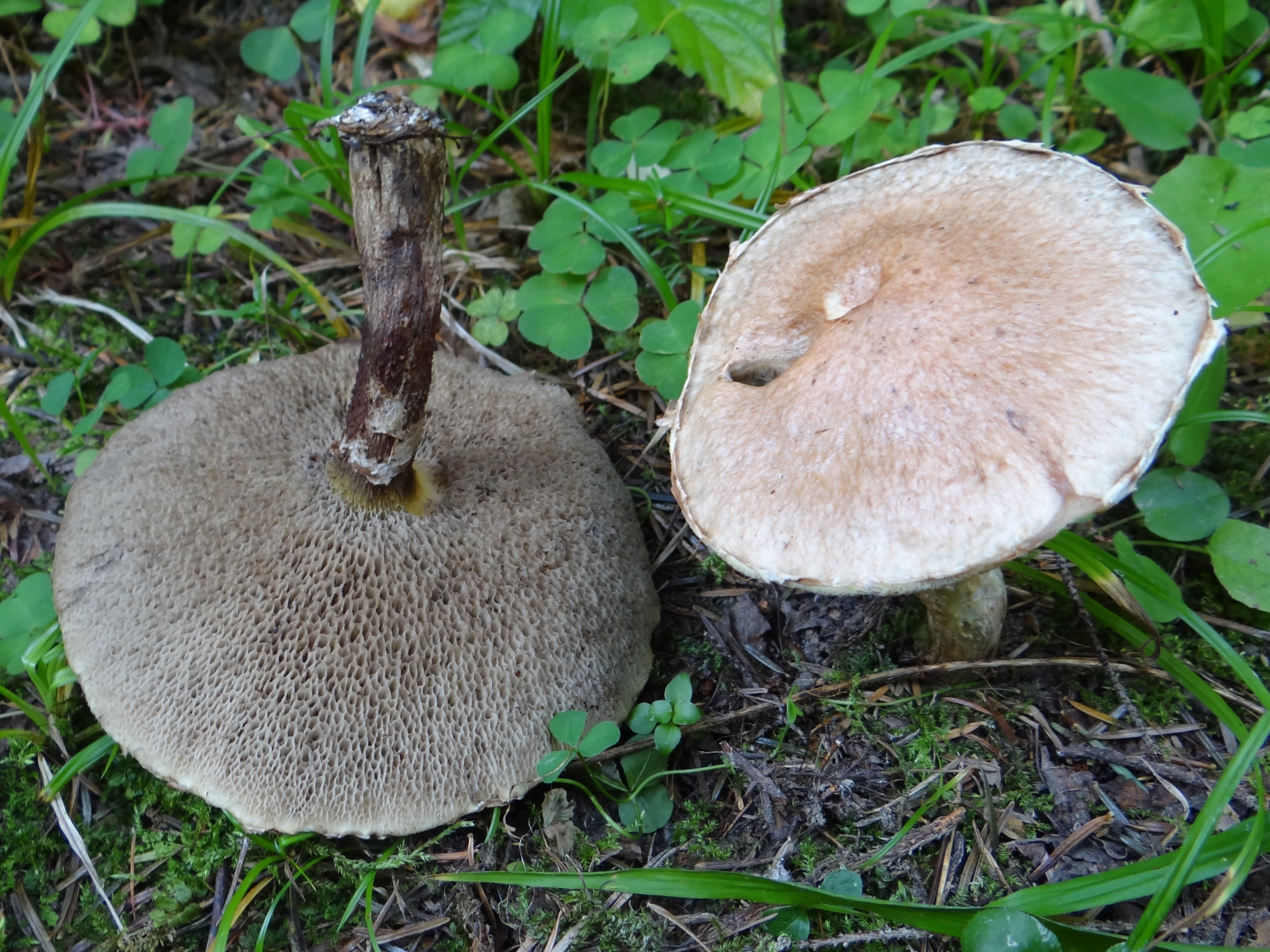
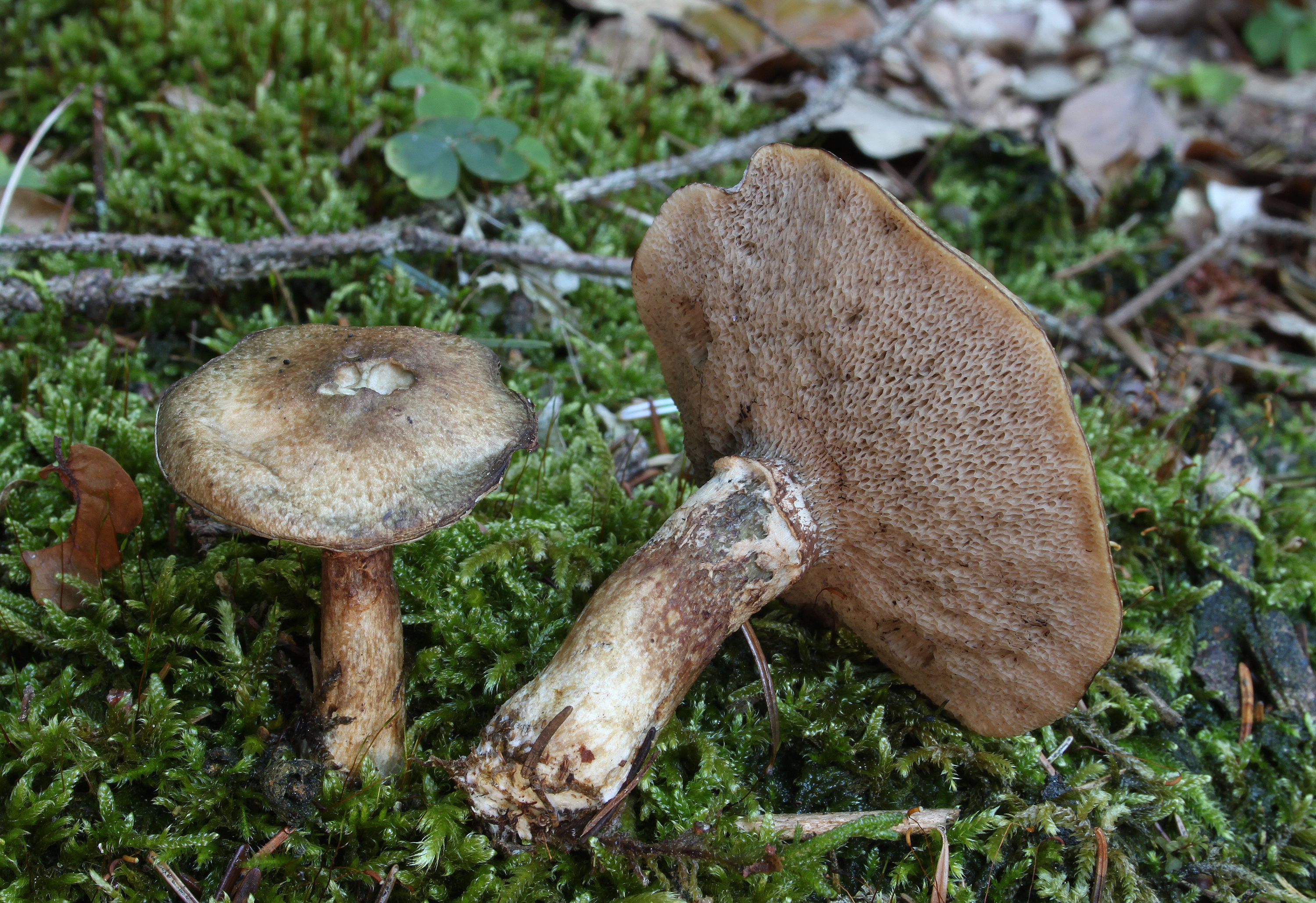
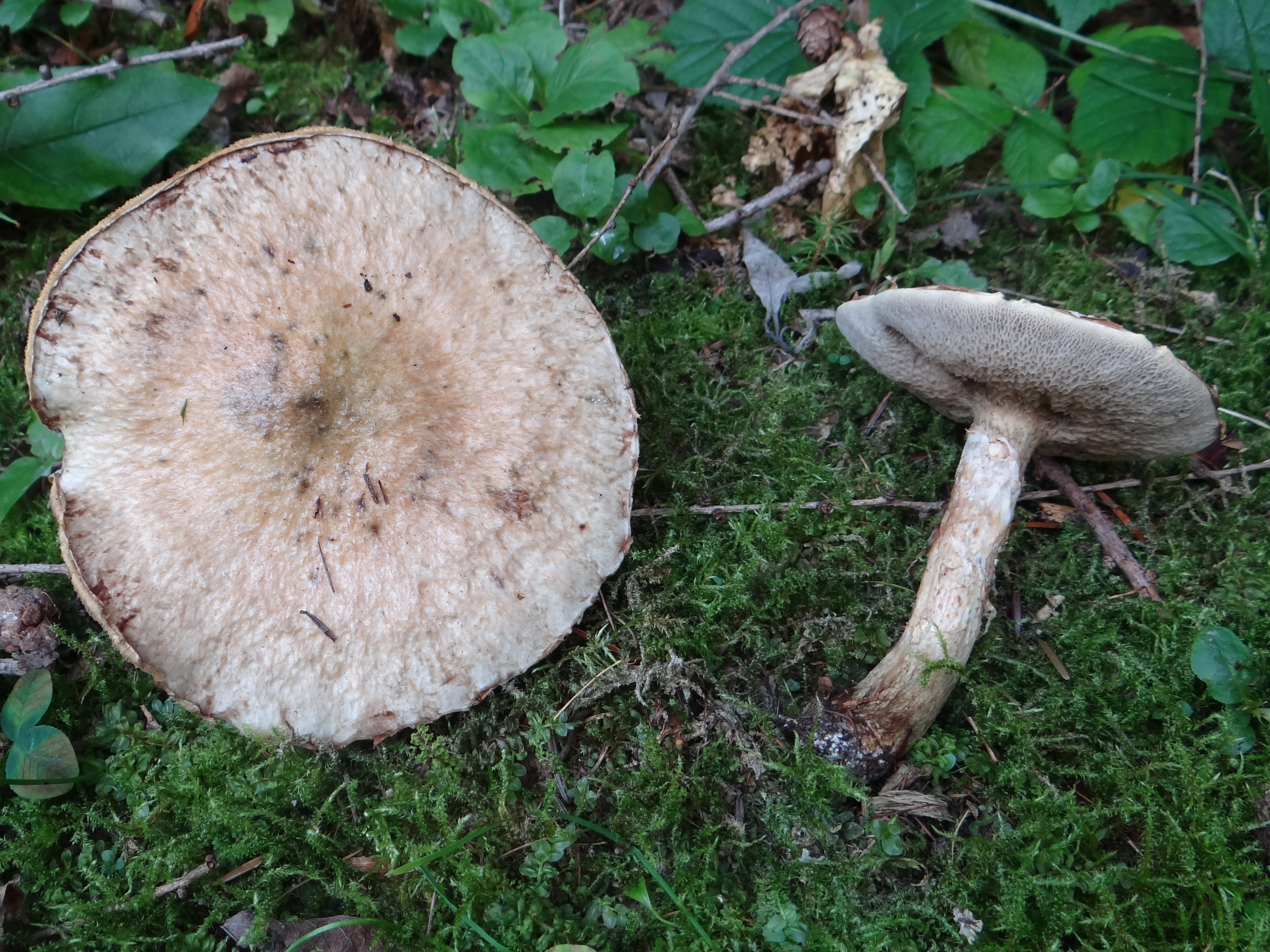
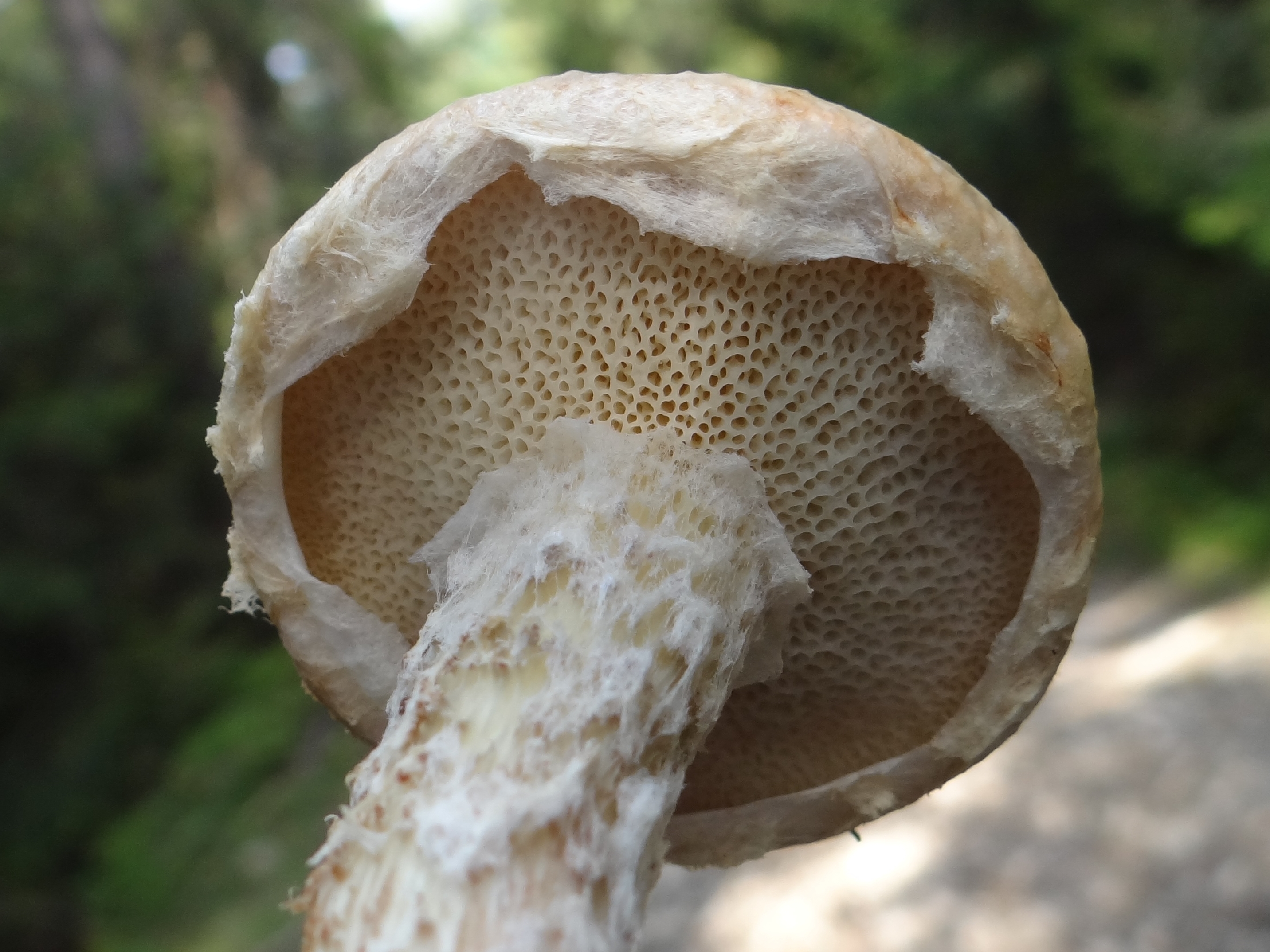
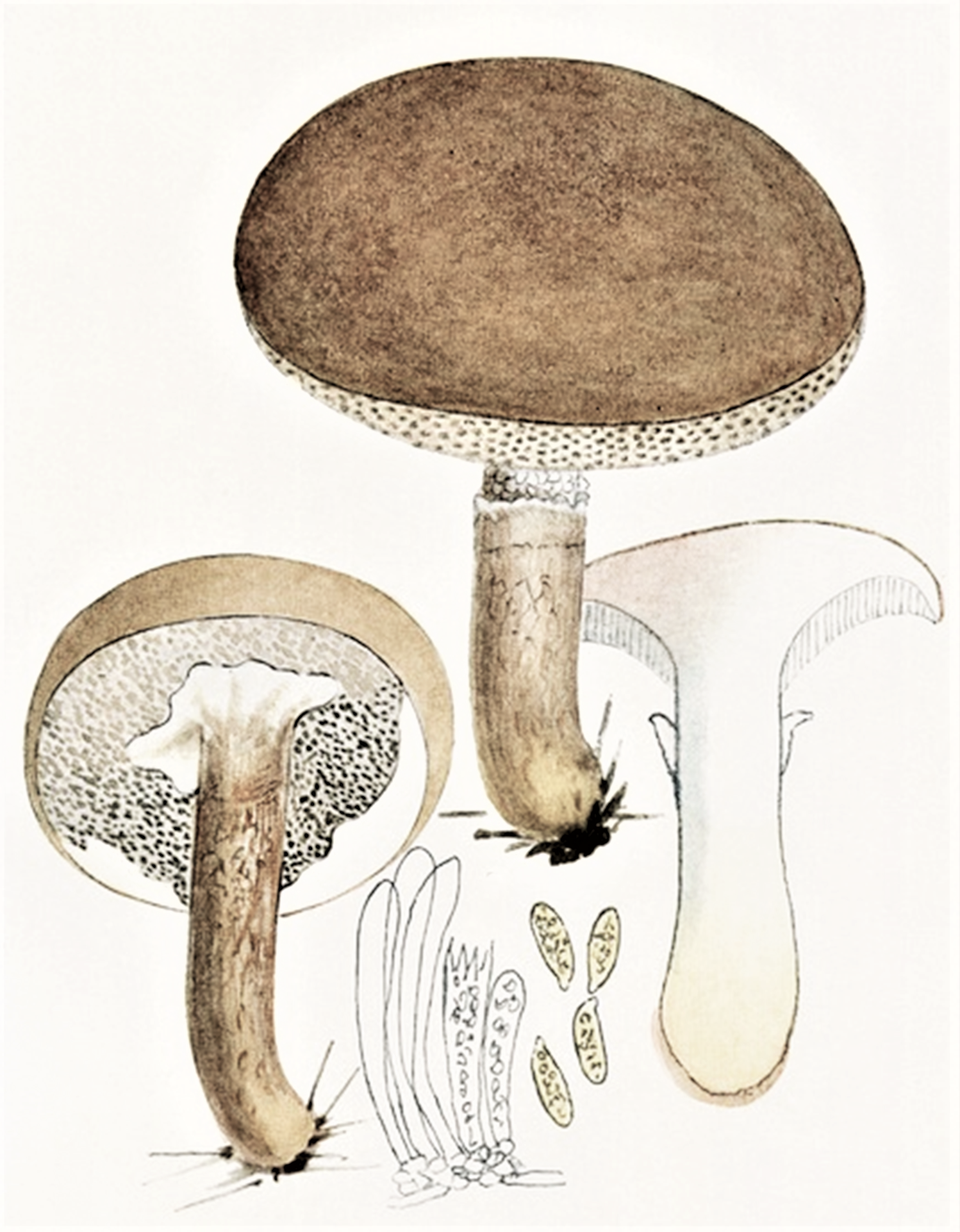

Ehető, de nem túl ízletes gomba. 